# Proserpinaka
Proserpinaka (lat. Proserpinaca), biljni rod iz porodice zrnuljačevki (Haloragaceae), dio reda kamenikolike. Postoje dvije ili tri priznate vrste iz Sjeverne Amerike;  vodene trajnice
Rod je opisan u Species Plantarum 1: 88. 1753.

## Vrste
1. Proserpinaca intermedia Mack. mogući hibrid, P. palustris × P. pectinata.
2. Proserpinaca palustris L.
3. Proserpinaca pectinata Lam.